# Alexandra Lacrabère
Alexandra Maïté Lacrabère (ur. 27 kwietnia 1987 w Pau) – francuska piłkarka ręczna grająca na pozycji lewoskrzydłowej, reprezentantka kraju. Srebrna medalistka olimpijska w 2016 roku. Mistrzyni świata w 2017 i wicemistrzyni w 2011 roku. Mistrzyni Europy w 2018 oraz brązowa medalistka w 2006 i 2016 roku.
Obecnie występuje we Fleury Loiret Handball.

## Sukcesy

### Reprezentacyjne
- Igrzyska Olimpijskie:
  -  2016
- Mistrzostwa Świata:
  -  2017
  -  2011
- Mistrzostwa Europy:
  -  2018
  -  2006, 2016

### Klubowe

#### Wardar Skopje
- Liga Mistrzyń:
  -  2016/2017, 2017/2018
- Puchar Macedonii:
  -  2017, 2018

#### Handball féminin Arvor 29
- Mistrzostwa Francji:
  -  2012

#### Balonmano Bera Bera
- Puchar Królowej:
  -  2009

## Życie prywatne
Przed Igrzyskami Olimpijskimi 2012 poinformowała publicznie, że jest lesbijką.

## Odznaczenia
- Chevalier Orderu Legii Honorowej – 2021[2]
- Chevalier Orderu Narodowego Zasługi – 2016[3]